# Alfredo Milani
Alfredo Milani (Garbagnate Milanese, 6 januari 1924 – 30 november 2017) was een Italiaans motorcoureur.

## Loopbaan
Alfredo Milani stamde uit een echte motorsportfamilie. Zijn oudere broer Albino was zijspancoureur en fabrieksrijder voor Gilera. Hij werd in het seizoen 1952 samen met zijn bakkenist Giuseppe Pizzocri tweede in het wereldkampioenschap achter Cyril Smith. Zijn andere broer Rossano was later jarenlang bakkenist van Albino. De drie broers hadden samen een reparatie- en restauratiewerkplaats voor motorfietsen in Milaan.
Milani nam al enkele jaren aan nationale wedstrijden in Italië deel vóór hij in 1950 debuteerde in het wereldkampioenschap wegrace. Dat wereldkampioenschap werd toen pas voor de twee keer georganiseerd en tot die tijd hadden Italianen weinig interesse voor wedstrijden buiten hun eigen land. Er waren eigenlijk maar twee belangrijke races: de GP des Nations in Monza, die ze met gemak konden domineren, en de Isle of Man TT, waar ze bij gebrek aan kennis van de enorm (60 km) lange Mountain Course vrijwel kansloos waren. Monza was voor de Britten weer oninteressant. AJS móest er in 1949 wel starten om de wereldtitel voor Graham veilig te stellen, maar voor Norton verscheen er slechts één coureur, Eric Oliver, die er toch moest zijn om in de zijspanklasse te rijden.
Alfredo Milani stierf in 2017 op 94-jarige leeftijd.

## Overzicht
- 1950: Gilera had de eerste 500 cc wereldtitel in 1949 nipt verspeeld en ook in het seizoen 1950 was de spanning enorm omdat de Britten Duke, Graham, Lockett en Bell op de Mountain Course en het Clady Circuit waar de Ulster Grand Prix werd verreden niet te kloppen waren. De Italiaanse teams Gilera en MV Agusta namen niet eens de moeite hun coureurs naar het eiland Man te sturen, Moto Guzzi stuurde er slechts één, Bob Foster, die de finish niet haalde. Alfredo Milani maakte zijn debuut met de Gilera 500 4C al bij de vierde Grand Prix van 1950, de GP van Zwitserland, maar daarin viel hij uit. Zijn tweede Grand Prix was de slotrace van het wereldkampioenschap, de Nations Grand Prix in Monza. Daar werd hij vierde. Met drie punten eindigde hij als dertiende in het 500 cc wereldkampioenschap.
- 1951: In 1951 werd het seizoen geopend met de GP van Spanje. Alfredo Milani viel uit, maar zijn teamgenoot Umberto Masetti won er. Deze wedstrijd miste ook de interesse van de Britten. AJS kwam helemaal niet, evenmin als Norton, maar privécoureur Tommy Wood werd tweede. De tweede Grand Prix, die van Zwitserland, verliep soortgelijk. Geoff Duke viel met de Norton uit, net als Alfredo Milani. Masetti startte niet. Fergus Anderson won er met zijn Moto Guzzi, Reg Armstrong werd met de AJS E90 tweede en Enrico Lorenzetti werd derde. Gilera sloeg het Eiland Man weer over, waardoor Milani al drie wedstrijden puntloos bleef. Duke won op Man met de Norton Manx, Bill Doran (AJS) werd tweede en Cromie McCandless werd met een Norton derde. Pas in de GP van België pakte Alfredo zijn eerste podiumplaats. Hij werd tweede achter Duke. Dat resultaat herhaalde zich in de TT van Assen. Duke had nu alle Grands Prix waarin hij gefinisht was gewonnen, maar in Grand Prix-wegrace van Spanje werd hij slechts vijfde, terwijl Alfredo Milani won vóór Bill Doran met de AJS en zijn teamgenoot Nello Pagani. In de Ulster Grand Prix kwam het gebrek aan circuitkennis weer om de hoek kijken. Duke won, Ken Kavanagh werd tweede en Masetti werd derde. Alfredo Milani kwam niet verder dan de vierde plaats. Daardoor was Duke met 34 punten al niet meer in te halen voor Milani, die slechts 24 punten had. De laatste wedstrijd, de Grand Prix des Nations, werd een groot succes voor Gilera, met Milani op de eerste, Masetti op de tweede en Pagani op de derde plaats. Alfredo Milani eindigde het WK-seizoen van 1951 op de tweede plaats.
- 1952: In 1952 moest Milani zich concentreren op de Italiaanse 500 cc-titel, die hij ook won. Hij werd wel naar drie WK-wedstrijden uitgezonden (Zwitserland, Nederland en België), maar haalde geen enkele keer de finish. Umberto Masetti werd wereldkampioen in 1952, maar het was voor de Italiaanse merken duidelijk geworden dat voor de wereldtitel ook de Isle of Man TT en de Ulster Grand Prix gewonnen moesten worden. Op deze stratencircuits heersten de Britten nog steeds, en MV Agusta had daar al op ingespeeld door Les Graham in te huren.
- 1953: Daarom ging Giuseppe Gilera in 1953 overstag en hij huurde Geoff Duke en Reg Armstrong als fabrieksrijders in. Milani werd "derde man"', maar hij viel in de eerste twee wedstrijden, de Senior TT en de Dutch TT, uit. Hij won in België en werd derde in Frankrijk, maar in de Ulster Grand Prix haalde hij de finish weer niet. In Zwitserland pakte hij de tweede plaats, maar daarna was zijn inbreng voor de wereldtitel niet meer nodig. De Grand Prix des Nations in Monza werd gegund aan Duke (eerste), Dickie Dale (tweede) en Libero Liberati (derde). De laatste wedstrijd, de GP van Spanje, deed er al niet meer toe, want de eerste drie plaatsen in het 500 cc wereldkampioenschap waren al veilig gesteld. Duke en Milani startten helemaal niet en Armstrong viel uit. Duke werd wereldkampioen, Armstrong werd tweede en Alfredo Milani werd derde. Daarmee bezette Gilera ook aan het einde van het seizoen de drie podiumplaatsen in de 500 cc klasse, waarin Alfredo Milani derde werd.
- 1954: In 1954 moest Alfredo Milani zich helemaal op de nationale wedstrijden in Italië concentreren. Hij startte alleen in de eerste Grand Prix, in Frankrijk. Daar werd hij tweede achter zijn teamgenoot Pierre Monneret. Die won zijn thuiswedstrijd. De Franse Grand Prix was maar matig bezet: Gilera was er, maar Norton, Moto Guzzi en MV Agusta lieten hun fabrieksracers thuis. Daarom konden de privérijders in die wedstrijd punten scoren. Geoff Duke was en bleef eerste rijder bij Gilera en hij won vijf van de zeven Grands Prix. Omdat alleen de vijf beste resultaten telden werd hij met grote voorsprong wereldkampioen. Toch was Gilera in 1954 niet zo ongenaakbaar als het jaar ervoor, omdat Reg Armstrong vaak uitviel. Ray Amm eindigde met zijn Norton op de tweede plaats.
- 1955: In 1955 was de wereldtitel al na zes van de acht Grands Prix beslist. Alle wedstrijden waren door Gilera's gewonnen en MV Agusta had niet eens serieus deelgenomen. Masetti startte in dit seizoen slechts vier keer en Carlo Bandirola vijf keer. De beste Norton-coureur, John Hartle, reed alleen op Man en in Ulster, net als Bill Lomas, de beste Moto Guzzi-coureur. De diensten van Alfredo Milani waren dan ook niet nodig, maar hij startte toch in België, Nederland en Italië. Hij haalde slechts twee punten en werd 21e in het wereldkampioenschap.
- 1956: In 1956 werden er nog slechts zes Grands Prix gereden, en het team van Gilera was voor de eerste twee gediskwalificeerd door de FIM nadat haar rijders zich in 1955 tijdens de TT van Assen ingezet hadden voor betere omstandigheden in het rennerskwartier en betere startgelden voor de privérijders, die in de 350 cc klasse gestaakt hadden. Deze twijfelachtige beslissing van de FIM, genomen op verzoek van de organisatie van de Nederlandse TT, besliste het wereldkampioenschap van 1956 al in de herfst van 1955. Alleen de vier beste resultaten telden en John Surtees (MV Agusta) kon de eerste twee daarvan zonder tegenstand binnen halen. Alfredo Milani reed alleen in België en Italië en werd zestiende in het wereldkampioenschap.
- 1957: Voor Milani was de 500 cc klasse van 1957 een kopie van 1956: alleen starts in België en Monza, maar dit keer pakte hij daar de derde plaats waardoor hij in het kampioenschap negende werd. Door een blessure van Geoff Duke kreeg Libero Liberati eindelijk de kans zich te bewijzen en hij werd met de Gilera wereldkampioen. Milani mocht in de 350 cc klasse van Monza met de Gilera 350 4C starten en daarmee werd hij vierde. In het 350 cc wereldkampioenschap werd hij tiende.

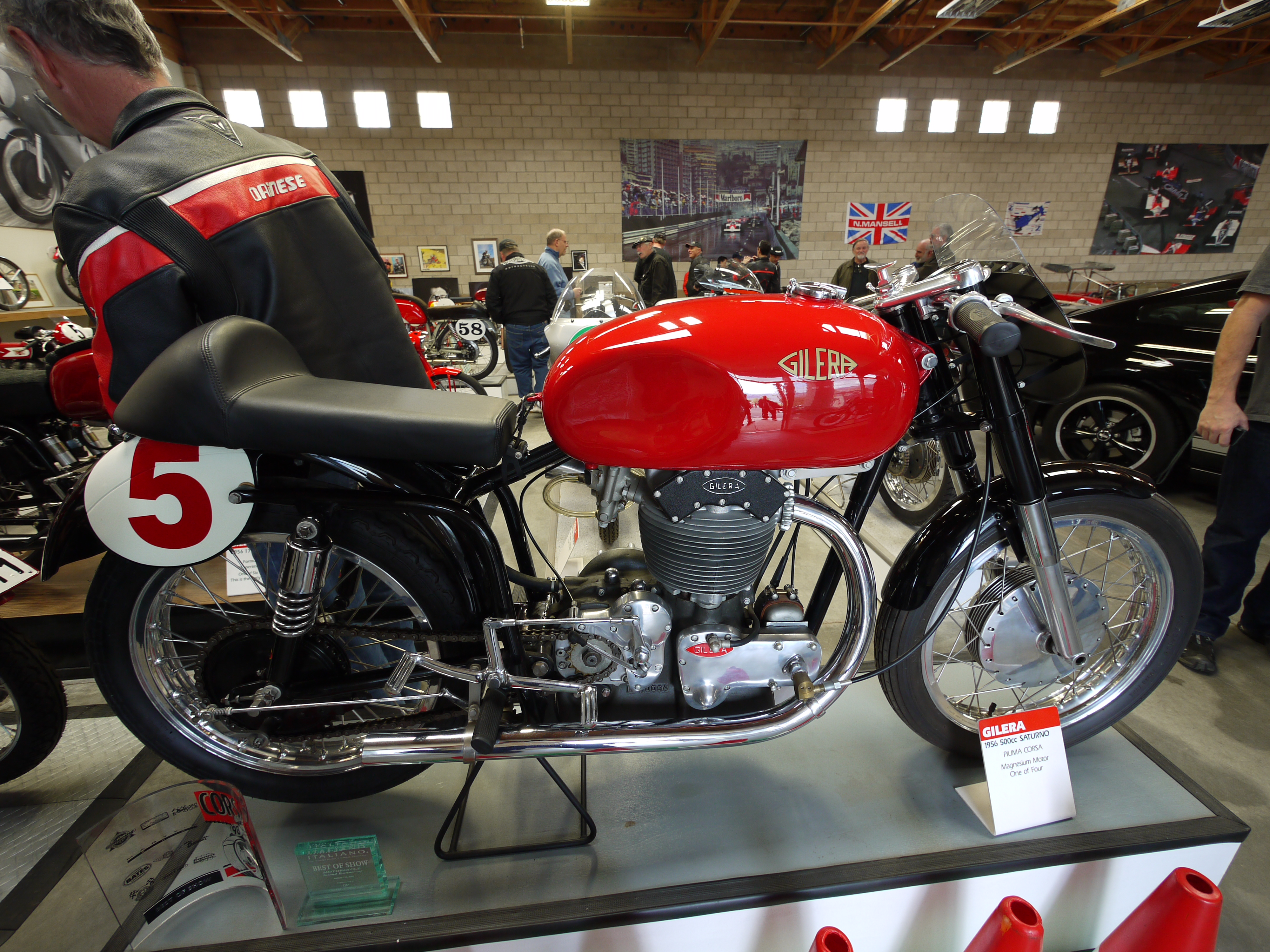
Gilera Saturno

- 1958: In 1958 hadden Gilera, Moto Guzzi en Mondial zich uit het wereldkampioenschap teruggetrokken, maar het stond privérijders natuurlijk vrij om de starten met de eencilinder Gilera Saturno, die gewoon te koop was. Milani was een van de vier die dat in de laatste Grand Prix, in Monza, deden. Drie van de vier Gilera's vielen uit, en daar was Milani ook bij.
- 1959: In 1959 nam Alfredo Milani zijn Gilera Saturno mee naar België, Nederland en Monza, maar hij scoorde geen enkel punt. De Saturno was al in 1953 uitontwikkeld en kon het ook niet meer opnemen tegen de Britse productieracers. Met de 37e plaats die Milani in het wereldkampioenschap haalde was hij de beste Gilera-coureur.
- 1960: In 1960 startte Alfredo Milani alleen in Monza, maar daar viel hij uit.
- 1961: In 1961 startte Milani nog een keer in de 350 cc klasse op Monza, maar het is niet bekend met welke motorfiets. Toch is het mogelijk dat het een Gilera 350 4C was. Gilera was weliswaar al vier jaar gestopt, maar Geoff Duke wilde al in 1960 graag een eigen team met de "oude" Gilera 500- en 350 cc racemachines opzetten. In 1962 kreeg Duke zijn machines en in 1963 werden ze in het wereldkampioenschap ingezet. Wellicht was de deelname van Milani in 1961 bedoeld als test vóór de Gilera's naar Engeland werden verscheept.